# Eladio de Toledo

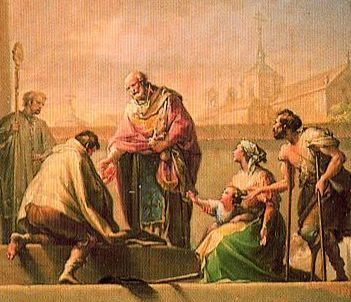
Limosna de san Eladio, óleo de Francisco Bayeu, c. 1770.

Eladio o Heladio (c. 566 - 18 de febrero de 633), también conocido como san Eladio, arzobispo, fue un eclesiástico y hombre de Estado hispanovisigodo.
Su sucesor en la sede, san Ildefonso, dejó escrita brevemente su vida en De viris illustribus; según este, fue abad del monasterio agaliense, gobernador de una provincia, probablemente la Cartaginense, y miembro del Aula Regia durante el reinado de Sisebuto, a quien aconsejó la expulsión de los judíos del reino visigodo de Toledo. 
En el año 615 fue elegido obispo metropolitano de Toledo, en cuya dignidad se mantuvo 18 años durante los reinados de Recaredo II, Suintila y comienzos del de Sisenando hasta el 633. 
Algunos autores apuntan que antes de esta fecha pudo volver al monasterio, quizás después de renunciar al episcopado.
Aclamado como santo desde poco después de su muerte, su festividad se celebra el 18 de febrero.
| Predecesor: Aurasio | Obispo de Toledo 615 - 633 | Sucesor: Justo |